# 立陶宛神话
立陶宛神话（同时也为立陶宛地方宗教），指过去在立陶宛地区所信奉的一种多神教。与印度神话、苏美神话等相似，立陶宛神话有许多地方都与印欧神话的共性一致。

## 神话演化
立陶宛神话并没有第一手的历史资料可供考据。现在所见的关于立陶宛神话的文献记录，出自15世纪后的传教士之手。跟阿兹特克神话一样，基督教徒們出于“批判异教”的目的，而不是对神话进行系统整理。
立陶宛神话也借助了民歌、诗篇、传说，在民间得以艰难流传。
许多立陶宛神明，如死神，在基督教化时期演化成“恶魔”的角色。而最重要的天神“狄厄瓦斯”成为基督教使徒的别称。

## 神明列表
由于传说众多，现仅取多数人所认同者。
道索斯（Dausos/Dangus）：善神居住的地方，在被两条河流环绕的一座高山上。在道索斯的花园里种着金苹果树。花园里四季常春，但外面却包裹着永远的黑暗。管理这里的是众风之王Vėjopatis，一个古老的神。他和东北风神奥施塔罗斯一样是这里的守门神。奥施塔罗斯为善良的灵魂指路，而Vėjopatis就把没有资格的灵魂吹散。

### 主神
- 迪耶瓦斯（Dievas）：光与天空的神，与印度神话的“狄瓦（Devis）”近义。

### 重要的神
- 莎勒（Saulė）：太阳女神，司生命与丰饶，同时也是孤儿的保护神。

- 墨涅斯/墨努利斯（Meness）：月亮神，司战争。曾经是太阳女神的丈夫，后离异。

- 佩尔库那斯（Perkūnas）：雷神，司工艺、秩序、丰收、战争。

- 热米纳/泽米娜（Žemyna）：大地女神，太阳与月亮的女儿。

- 加比亞（Gabija）：灶火（“圣火”）的女神，狄厄瓦斯之女，家庭的保护神，有时以猫或鸟的形态出现。

### 与命运相关的神明
- 达丽亚（Dalia）：命运女神之一，也司纺织。象征是纺锤。

- 拉伊玛（Laima）：命运女神之一，司运气与财富，也是出生、孕妇的保护神。象征是布谷鸟。

- “调和女神们”（Deivės Valdytojos）：一共有七姐妹，是两位命运女神的属下。Verpiančioji （拈成生命之线）、Metančioji （为生命的布料镶边）、Audėja （织出生命的布料）、Gadintoja （剪断生命的线）、Sergėtoja （发动战争，并负责监工Gadintoja）、Nukirpėja （裁断生命布料）、and Išskalbėja （漂洗布料）。

### 群星神
群星神都是太阳女神所出。
- 阿乌什拉/奥施拉（Aušrinė）：太阳女神与雷神之女，晨星（金星）女神，晨曦，群星之女王。一说她同时也是司美、青春与健康的女神。负责点亮火把，照亮母亲太阳女神出发的道路。

- 瓦卡里涅（Vakarinė）：暮星（金星）女神，负责整理床铺让母亲休息。

- 因多雅（Indraja）：木星女神。

- 塞丽雅（Sėlija）：土星女神。

- 切尔兹德烈（Žiezdrė）：火星女神。

- 瓦伊沃拉（Vaivora）水星女神。

### 其他神明
- 阿施韦尼奈（Ašvieniai）：狄厄瓦斯的双胞胎儿子们，马神，一黑一白，负责牵引太阳女神的车。他们也会现形为红冠公鸡。

- 奥施塔罗斯（Auštaras）：东北风神，月神和晨星女神之子，在天堂的大门为灵魂指路。

- 邦普图斯（Bangpūtys）：海洋与风暴之神。留有长须，生有翅膀和两张脸。左手持鱼，右手执鱼叉。他有四个儿子是风神——Rytys（东风）、Pietys（南风）、Šiaurys（西风）和Vakaris（北风）。

- 雅维涅（Javinė）：家神，守护谷仓。

- 叶瓦罗斯（Jievaras）：家神，守护作物，人们通常在收割时祭祀他。

- 库珀列（Kupolė）：春神，司植物花卉。他的节日后来被作为圣徒St. John the Baptist (Joninės)的节日。他也是斯拉夫神话里常见的神。

### 精灵
- 叶舍里尼斯（Ežerinis）：湖泊精灵。

- 尤毗尼斯（Upinis）：河流精灵。

- 劳克齐（Laukų dvasios）：田野精灵，有多位。包括Nuogalis、Kiškis (野兔)、 Meška (熊)、 Lapė (狐狸)、 Katinas (公猫)、 Bubis、 Bubas、 Bubė、 Baubas、 Babaužis、 Bobas、 Maumas (小妖精)、 Raudongalvis (“红头发的”)、 Raudongerklis (“喉颈红色的”)、 Žaliaakis (“绿眼的”)、 Paplėštakis、 Guda、 Dizikas、 Smauglys (蟒蛇)、 Ruginis (稞麦精灵)、 Papiokė、 Pypalas、 Žebris、 Arklys (马)、 Vilkas (狼)。

- 考卡斯（Kaukas）：侏儒地精。

- 努克施图卡斯（Nykštukas）：土地公公。

- 维列斯（Vėlės）：人死后的幽灵。

- 埃特瓦罗斯（Aitvaras）：存在于每个家庭的精灵，可能带来好坏两种运气。
- 女性
- 拉乌玛（Laumė）：小仙女，白色或蔚蓝色，是善良的精灵。
- Praurimė (Praurime) – goddess of sacred fire, she was served by vaidilutės
- Lada (Lado) – the great goddess, Rasos festival is dedicated to her
- Budtė (Budte) – goddess of wisdom
- Laima (Lajma) – goddess of fate
- Pelenų Gabija (Polengabia) – goddess of fireplaces
- Moterų Gabija (Matergabia) – goddess of bread and bakery
- Perkūnaitėlė (Perkunatele) – wife of Perkūnas
- Pilvytė (Pilwite) – goddess of money, riches, and good luck
- Lietuva (Liethua) – goddess of freedom, pleasure, joy
- Veliuona (Wellona) – goddess of eternity, afterlife
- Pergrubė (Pergrubie) – goddess of spring, flowers, gardens
- Milda – goddess of love, courtship
- Krūminė (Krumine) – goddess of grain, agriculture
- Nijolė (Nijola) – mistress of the underworld, wife of Poklius
- Alabatis – goddess of flax
- Aušra (Ausssra) – morning goddess
- Bezelea – evening goddess
- Brėkšta (Brekszta) – goddess of darkness and dreams
- Kruonis (Kronis) – goddess of time
- Užsparinė (Usparinia) – goddess of land borders
- Verpėja (Werpeja) – weaver of the thread of life
- Gondu – goddess of weddings
- Upinė (Upine) – goddess of rivers, springs
- Ratainyčia (Ratajniczu) – goddess protecting horses
- Valginė (Walgina) – goddess protecting domestic animals
- Luobo gelda (Lajbegelda) – goddess of knowledge and rumors
- Mėšlų boba (Mahslu baba) – goddess of garbage
- Budintoja – spirit that wakes sleeping people
- Austėja (Austheja) – goddess of bees
- Ragutiene Pati (Ragutenapati) – wife of Ragutis
- Žemės Motina (Zemmes mahti) – goddess of underground, responsible for lost items
- Gaila (Gajla) – spirit torturing people and animals
- Neris – nymph of Neris River
- Dugnė (Dugna) – nymph of rivers
- Ragana – goddess of trees
- Lazdona – goddess of hazelnut
- Medziojna – goddess of forests
- Pajauta – worshiped woman, daughter of Duke Kernius, wife of Živinbudas
- Birutė (Biruta) – worshiped woman, wife of Kęstutis

### 黑暗的神
须注意，立陶宛神话里“黑暗的神”指象征死亡、消亡、黑暗的神，并不与众神同住，后来基督教将其解释为与撒旦一样的恶魔。
- 吉利季涅（Giltinė）：拉伊玛的姐妹，死亡女神。圣鸟是猫头鹰。

- 拉加娜（Ragana）：住在森林深处的女神（更接近于女巫），形象为老妇人，拥有强大的魔力操控自然，精通植物草药以及治疗。

- 维尔尼阿斯（Velnias）：死神，管理人的幽灵“维列斯”（Vėlės）。

- 茲布里尼斯（Žiburinis）：住在森林里的神，形象是发着磷光的骷髅。

- “黑色的死亡女神们”（Maro deivės）：多位，形象为骑着白马的白衣女子。她们在山上燃点山火，当浓烟升起，便是黑死病降临之时。其中一位是Diedievaitė。

## 立陶宛神话与泛印欧神话的共性

### 双子
立陶宛神话里，双子神阿施维尼奈（Ašvieniai）是一对牵引太阳车的神马。他们的形象与印度神话的双马童类似
他们共有的特征是：
- 是天空或太阳的神明之子。
- 作为随从跟在太阳神身边。
- 化身为马，或以马为象征。

### 女神
立陶宛神话中的幸运财富女神拉伊玛（Laima），被某些学者认为是跟印度神话吉祥天女同样的女神。两者都司幸运与财富，并且读音相似。
金星（晨星）的女神阿乌什拉/奥施拉（Aušrinė）是一位重要的女神，与美索不达米亚神话中的伊什塔尔相似。两者是太阳之女，象征青春与美丽。但阿乌什拉并没有母神的特征。
命运女神及其属下调和女神们，将人的命运比作布料，这与北欧神话的诺伦三女神、希腊神话的命运三女神相似。

## 神话故事
由于各种记载有出入，仅取多数意见者。

### 太阳、月亮、星辰
关于他们有多种说法。
一种说法是，太阳女神绍莱斯与雷神佩尔库纳斯结合，然而太阳女神偷偷和月亮神墨涅斯偷情生下大地女神热米纳，因此被雷神用剑劈开。
另一种说法是，太阳女神和月亮神结婚，但月亮神却变心爱上了奥施丽涅阿乌什拉，不同意他们婚姻的雷神把月亮神劈开。受到诅咒，月亮神慢慢由亏转盈又由盈转亏。而太阳女神和月亮神从此将一天分为两半，为的是能随时照看他们的女儿大地。
晨星女神阿乌什拉有时是天空神狄厄瓦斯的女儿，有时是太阳女神与雷神的女儿，也有一说她和群星都是太阳与月亮的女儿。

### 雷神
雷神佩尔库纳斯是一位重要的神明。关于他的故事在民歌和传说中广为流传。他的象征树木是橡树。因为其曾惩罚花心的月亮神，妇女们常向雷神祈祷以惩罚她们不忠的丈夫。
一个故事说，雷神与彩虹女神瓦伊瓦（Vaiva）准备结婚，但她却被死神维勒尼亚斯（Velnias）掳走，从此雷神与死神不共戴天。
某些传说里，雷神有四个儿子，分管四季或四方；另一说法是七个儿子，象征一周七天。
雷神发明了很多武器，如斧头、铁锤、剑、发光的闪电、弓箭、铁刀。

## 与神话相关的民间习俗
- 立陶宛的传统房屋屋顶有交叉的一对马形或公鸡形装饰物，他们是马神阿施韦尼奈（Ašvieniai）的化身，可以保护房屋免遭灾祸侵袭。

- 橡树是被神化的树木，人们在橡树下献祭取悦雷神。但橡树的树根也是死神潜伏的地方。传说在立陶宛Stelmužė地方有一棵千年橡树，是古代雷神的崇拜地。

- 灶火女神加比亞（Gabija）是家庭的保护神。人们要保持灶台的清洁，不能用污水和污物弄脏她，否则会激怒女神。人们从祭火处取回火种。